# سمفونی شماره ۳ (هایدن)

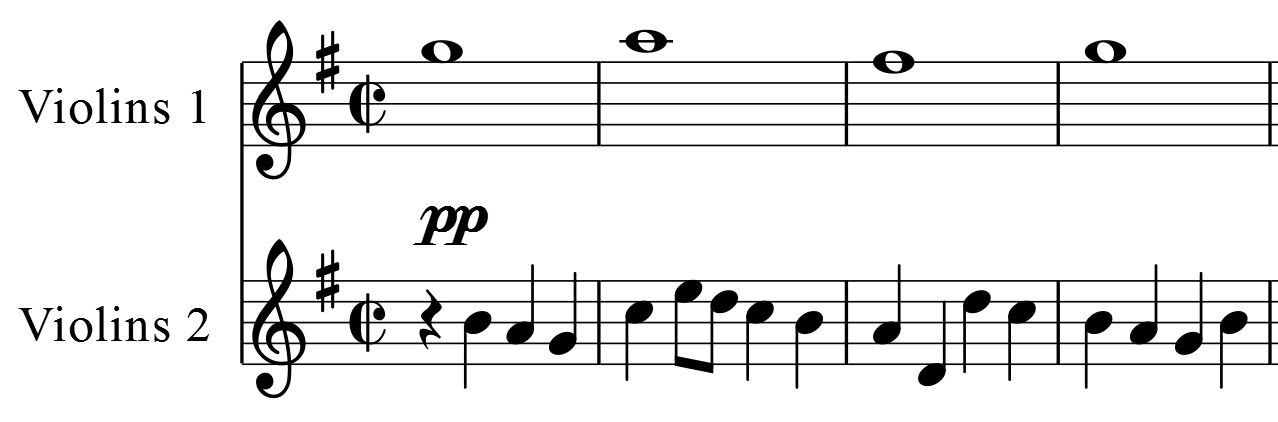
سمفونی شماره ۳ یوزف هایدن، موومان آخر، میزان‌های ۱–۴

سمفونی شماره ۳ (به انگلیسی: Symphony No. 3) در سُل ماژور، هوبوکن یک/۳ (Hoboken I/3)، یکی از سمفونی‌های آغازین یوزف هایدن است. او این اثر را در چهار موومان و به احتمالِ بسیار در میانهٔ سال‌های ۱۷۶۰ تا ۱۷۶۲ خلق کرد.